# Poppers

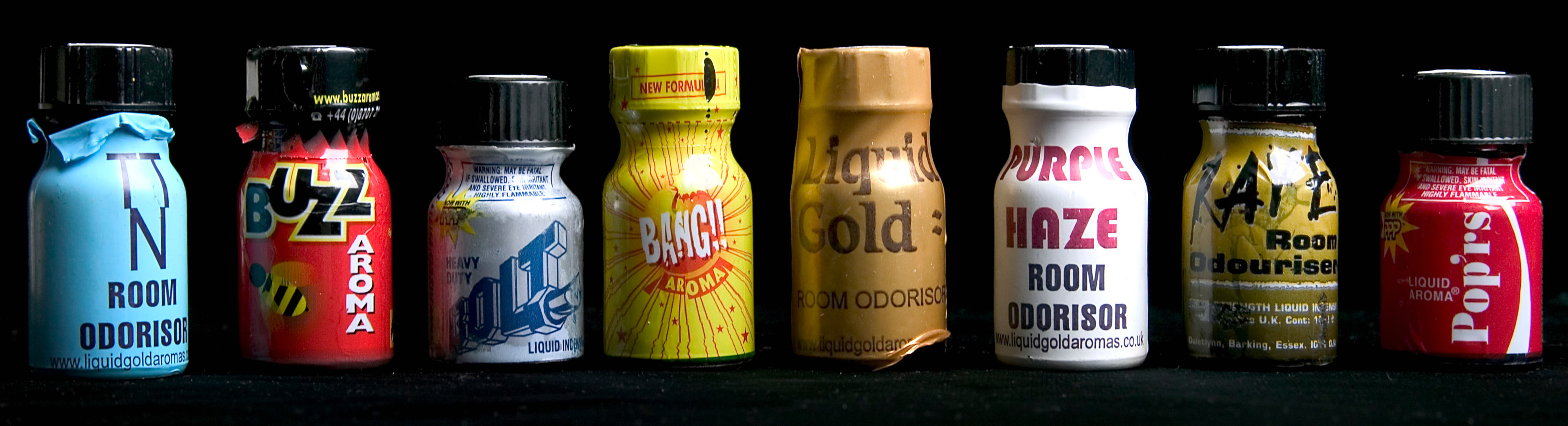
Uma seleção de poppers

Popper é uma gíria usada amplamente para medicamentos da classe química chamados nitritos de alquila que são inalados. Os produtos mais vendidos incluem o nitrito de isoamila ou nitrito de isopentila original e nitrito de isopropila. O nitrito de isobutila também foi usado até ser banido pela União Europeia. Em alguns países, para burlar as leis antidrogas, os poppers são rotulados ou embalados como desodorizadores de ambiente, polidores de couro ou limpadores de cabeça de fita.

O uso de popper tem um efeito de relaxamento nos músculos lisos involuntários, como na garganta e no ânus. É utilizado para fins práticos para facilitar o sexo anal, aumentando o fluxo sanguíneo e relaxando os músculos do esfíncter, inicialmente dentro da comunidade gay.
"Se você traçar a garrafa de amil (um tipo de nitrito de alquila) ao longo da história do final do século XX, você traça os legados da cultura gay na cultura popular no século XX." - Dr. Lucy Robinson, Universidade de Sussex
Os poppers faziam parte da cultura dos clubes a partir dos cenários de discoteca de meados da década de 1970 e voltaram à popularidade nas raves das décadas de 1980 e 1990.

## História

### Descoberta no século XIX
O químico francês Antoine Jérôme Balard sintetizou nitrito de amila em 1844. Sir Thomas Lauder Brunton, médico escocês nascido no ano da primeira síntese do nitrito de amila, documentou seu uso clínico para tratar a angina de peito em 1867, quando pacientes com dores no peito experimentavam alívio completo após a inalação.  Brunton foi inspirado por trabalhos anteriores com o mesmo agente, realizados por Arthur Gamgee e Benjamin Ward Richardson. Brunton argumentou que a dor e o desconforto do paciente com angina poderiam ser reduzidos pela administração de nitrito de amila—para dilatar as artérias coronárias dos pacientes, melhorando assim o fluxo sanguíneo para o músculo cardíaco.
Os nitritos de amila eram originalmente guardados em uma malha de vidro chamada "pérola". A administração usual dessas pérolas era feita esmagando-as entre os dedos; que era seguido por um som de estalo. Esse processo de administração parece ser a origem do termo de gíria "poppers". Era então administrada por inalação direta dos vapores ou inalação através de seda que cobria a cápsula. Brunton descobriu que os nitritos de amila tinham efeitos de dilatação dos vasos sanguíneos e rubor da face. Os nitritos de butila também foram documentados por Brunton no final da década de 1890 e, apesar de terem os mesmos efeitos dos nitritos de amila, eles nunca foram usados como uma alternativa clínica aos nitratos de amila. Brunton também descobriu que os nitritos de propila também tinham os mesmos efeitos.

### Presença do século XX na discoteca dos anos 60 e na cultura gay dos anos 70
Embora o nitrito de amila seja conhecido por suas aplicações terapêuticas práticas, o primeiro caso documentado de uso recreativo foi em 1964 durante a era do disco. A "mania" dos poppers começou no início dos anos 70 na comunidade LGBT em bares, discotecas e saunas gays, marcando sua presença proeminente na cultura gay. Era embalado e vendido farmaceuticamente em ampolas de vidro frágeis envolvidas em mangas de pano que, quando trituradas ou "estaladas" nos dedos, liberavam o nitrito de amila para inalação. Daí o coloquialismo de poppers. O termo estendido ao fármaco de qualquer forma, bem como a outros fármacos com efeitos semelhantes, e.g. nitrito de butilo embalado sob uma variedade de nomes comerciais em pequenas garrafas.
No final da década de 1970, a revista Time e o The Wall Street Journal relataram que o uso de popper entre homens homossexuais começou como uma maneira de aumentar o prazer sexual, mas "rapidamente se espalhou para heterossexuais de vanguarda". Uma série de entrevistas realizadas no final da década de 1970 revelou um amplo espectro de usuários.

## Química
Poppers contêm uma classe de produtos químicos chamados nitritos de alquila. Na medida em que os produtos poppers contenham nitritos de alquila, o seguinte se aplica.
A tabela a seguir resume as propriedades químicas e físicas do nitrito de alquila, incluindo a estrutura química:
| Nitrito de alquila                                            | CAS      | Fórmula           | Peso molecular (g·mol−1) | Estado físico             | Ponto de ebulição (°C) |
| ------------------------------------------------------------- | -------- | ----------------- | ------------------------ | ------------------------- | ---------------------- |
| Nitrito de amila (nitrito de isoamilo, nitrito de isopentilo) | 110-46-3 | (CH3)2CH(CH2)2ONO | 117.15                   | Líquido transparente      | 97–99                  |
| Nitrito de pentila (nitrito de n-pentilo)                     | 463-04-7 | CH3(CH2)4ONO      | 117.15                   | Líquido amarelo           | 104                    |
| Nitrito de butila (nitrito de n-butilo)                       | 544-16-1 | CH3(CH2)3ONO      | 103.12                   | Líquido oleoso            | 78.2                   |
| Nitrito de isobutila (nitrito de 2-metilpropil)               | 542-56-3 | (CH3)2CHCH2ONO    | 103.12                   | Líquido incolor           | 67                     |
| Nitrito de isopropila (nitrito de 2-propilo)                  | 541-42-4 | (CH3)2CHONO       | 89.09                    | Óleo amarelo pálido claro | 39                     |

## Administração e efeitos

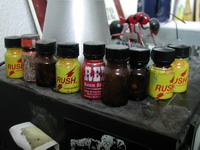
Uma seleção de poppers

### Administração
Poppers são inalados. Isso geralmente é feito através das cavidades nasais.

### Efeito principal
A inalação de nitritos relaxa os músculos lisos do corpo, bem como os músculos esfincterianos do ânus e da vagina. O músculo liso circunda os vasos sanguíneos do corpo e, quando relaxados, dilata esses vasos, resultando em um aumento imediato na frequência cardíaca e no fluxo sanguíneo por todo o corpo, produzindo uma sensação de calor e excitação que geralmente dura alguns minutos. Quando esses vasos se dilatam, um resultado adicional é uma diminuição imediata da pressão arterial.

## Interações
Os nitritos de alquila interagem com outros vasodilatadores, como sildenafila (Viagra), vardenafila (Levitra) e tadalafila (Cialis), causando uma grave diminuição da pressão arterial, que pode causar derrames, e pressão arterial baixa, causando desmaios. Os efeitos colaterais do abuso de popper incluem taquicardia, dores de cabeça, enxaquecas, tonturas e desmaios.

### Toxicidade
O Merck Manual of Diagnosis and Therapy relata riscos insignificantes associados à inalação de nitritos de alquila, e a orientação governamental britânica sobre a nocividade relativa dos nitritos de alquila os coloca entre os menos nocivos das drogas recreativas.
Engolir poppers (em vez de inalar o vapor) pode causar cianose, inconsciência, coma e complicações que levam à morte. A meta-hemoglobinemia pode ocorrer se os poppers forem ingeridos. Aspiração acidental de nitritos de amila ou butila pode causar pneumonia lipoide.
Os poppers de nitrito de isopropila podem ser uma causa de maculopatia (lesões oculares), conforme relatado na França e no Reino Unido. Alguns estudos concluíram que pode haver um risco aumentado de pelo menos danos retinários temporários com o uso habitual de popper em certos usuários; em uma carta ao New England Journal of Medicine, um oftalmologista descreveu quatro casos em que usuários recreativos de poppers sofreram mudanças temporárias na visão. O dano na fóvea (centro da visão) também foi descrito em seis usuários habituais de poppers.
Em junho de 2014, optometristas e oftalmologistas relataram ter observado um aumento na perda de visão em usuários crônicos de popper no Reino Unido associado ao nitrito de isopropila (substituto ao nitrito de isobutila, que foi proibido em 2007). Em novembro de 2014, observou-se que a maculopatia é uma complicação rara do abuso de nitrito de isopropila. Uma recuperação completa da acuidade visual em abuso a longo prazo pode ser demonstrada após a abstinência de drogas .

### Ligação disputada com HIV / AIDS
No início da crise da AIDS, o uso generalizado de poppers entre os pacientes com AIDS levou à hipótese mais tarde refutada de que os poppers contribuíram para o desenvolvimento do sarcoma de Kaposi, uma forma rara de câncer que ocorre em pacientes com AIDS. Reduções modestas e de curto prazo na função imune foram observadas em estudos com animais.

### Tratamento com cianeto
Os nitritos de amila faziam parte de alguns kits usados para tratar a intoxicação por cianeto, contendo nitrito de amila, nitrito de sódio e tiossulfato de sódio. Os nitritos eram administrados para produzir metemoglobina e induzir vasodilatação. Nitritos de amila foram descontinuados em 2012 em kits de cianeto padrão. Os kits de cianeto agora usam hidroxocobalamina.

## Legalidade

### Austrália
Os poppers são legais na Austrália e, a partir de 2020, os poppers podem ser comprados como substância 3 do cronograma em farmácias ou como substância 4 do cronograma com receita médica.

#### História da legislação sobre poppers na Austrália
Em junho de 2018, a Administração de Produtos Terapêuticos (TGA) fez um pedido para reprogramar nitritos de alquila para estar na mesma categoria que heroína e cocaína (Anexo 9). Isso foi recebido por críticas da comunidade LGBTIQ por serem discriminatórias e foram necessárias mais evidências e mais consultas foram solicitadas.
Em outubro de 2018, a Federação Australiana de Organizações de AIDS (AFAO) apontou a falta de evidências de qualidade fornecidas pela TGA para justificar a reprogramação e que o uso de nitritos de amila permaneceu estável na última década, com muito poucas evidências de danos, apesar do uso por uma alta proporção de homens gays por um longo período de tempo.
Uma decisão final foi adiada de 29 de novembro de 2018 para o final de janeiro ou início de fevereiro de 2019 para posterior consulta ao público.
Em março de 2019, duas reuniões públicas foram realizadas em Sydney e Melbourne com o Kirby Institute e o Centro de Pesquisa Australiano em Sexo, Saúde e Sociedade (ARCSHS). Juntamente com 70 propostas públicas escritas, houve uma oposição significativa aos reagentes de nitritos de alquila. A proibição de nitritos de alquila não foi considerada aceitável, pois seu uso ajuda a reduzir danos, como lesões anais e transmissão de doenças transmitidas pelo sangue durante o sexo anal.
Em junho de 2019, a Austrália decidiu não proibir poppers.

### União Européia
Desde 2007, poppers reformulados contendo nitrito de isopropila são vendidos na Europa; é proibido nitrito de isobutila.
Em França, a venda de produtos que contêm nitrito de butila é proibida desde 1990 por motivos de perigo para os consumidores. Em 2007, o governo estendeu essa proibição a todos os nitritos de alquila que não estavam autorizados à venda como drogas. Após o litígio dos donos das lojas de sexo, essa extensão foi anulada pelo Conselho de Estado com base no fato de o governo não justificar uma proibição geral: de acordo com o tribunal, os riscos citados, relativos a acidentes raros, muitas vezes seguidos de uso anormal, eram justificados advertências obrigatórias na embalagem.
A posse na Alemanha, Áustria e Suíça não está sujeita a nenhum regulamento referente a medicamentos anestésicos e, portanto, é legal; no entanto, a compra, venda ou comércio de nitrito de amila sem permissão viola as leis sobre drogas dos países correspondentes. Ocasionalmente, poppers eram apreendidos em sex shops, quando vendidos lá ilegalmente.
No Reino Unido, os poppers são vendidos em boates, bares, sex shops, lojas de acessórios para drogas, pela Internet e em mercados. É ilegal nos termos da Lei de Medicamentos de 1968 vendê-los anunciados para consumo humano. O Conselho Consultivo sobre o Uso Indevido de Drogas observou em 2011 que os poppers, em vez de serem substâncias psicoativas ou 'legais' ', "parecem estar dentro do escopo da Lei de Substâncias Intoxicantes (Fornecimento) de 1985". A Lei de Substâncias Psicoativas de 2016, prevista para ser promulgada em 1º de abril de 2016, foi inicialmente reivindicada como uma proibição geral da produção, importação e distribuição de todos os poppers. Em 20 de janeiro de 2016, uma moção para isentar poppers (nitritos de alquil) desta legislação foi derrotada. Isso foi contestado pelo deputado conservador Ben Howlett. O membro do parlamento conservador de Howlett, Crispin Blunt, declarou que já usou e atualmente usa poppers. Os fabricantes expressaram preocupação com a perda de negócios e o potencial desemprego. Em março de 2016, o Conselho Consultivo sobre o Uso Indevido de Drogas afirmou que, como os nitritos de alquila não estimulam ou deprimem diretamente o sistema nervoso central, os poppers não se enquadram no escopo da Lei de Substâncias Psicoativas de 2016.

### América do Norte
Desde 2013, a Health Canada baniu toda a distribuição e venda de poppers.
Nos EUA, o nitrito de amila foi originalmente comercializado como medicamento prescrito em 1937 e permaneceu assim até 1960, quando a Food and Drug Administration removeu os requisitos de prescrição devido ao seu histórico de segurança. Este requisito foi restabelecido em 1969, após a observação de um aumento no uso recreativo. Houve um grande aumento no número de marcas de nitritos de butila depois que o FDA colocou novamente os requisitos de prescrição em 1969.
Nitritos de butila foram proibidos em 1988 pela Lei Antidrogas de 1988. Isso levou os distribuidores a vender outros nitritos de alquila ainda não proibidos, como os nitritos de ispropila. Em 1990, nitritos de isopropila e outros nitritos ainda não proibidos foram proibidos pela Lei de Controle do Crime de 1990. Ambas as leis incluem uma exceção para fins comerciais, definida como qualquer uso que não seja para a produção de produtos de consumo que contenham nitritos de alquila voláteis destinados a inalar ou introduzir outros nitritos de alquila voláteis no corpo humano para efeitos eufóricos ou físicos.